# Río Itacaiúnas
El río Itacaiúnas es un río de Brasil que nace en la sierra de la Seringa, en el municipio de Água Azul do Norte, estado del Pará, y está formado por la confluencia de dos ríos, el río Agua Preta y el río Azul. Desemboca en la margen izquierda del río Tocantins, en la ciudad de Marabá.
El río tuvo gran importancia en la formación económica de la región sureste del Pará. Existieron a lo largo de las márgenes del río grandes reservas de castañares y caucho, que fueron sustento económico local.

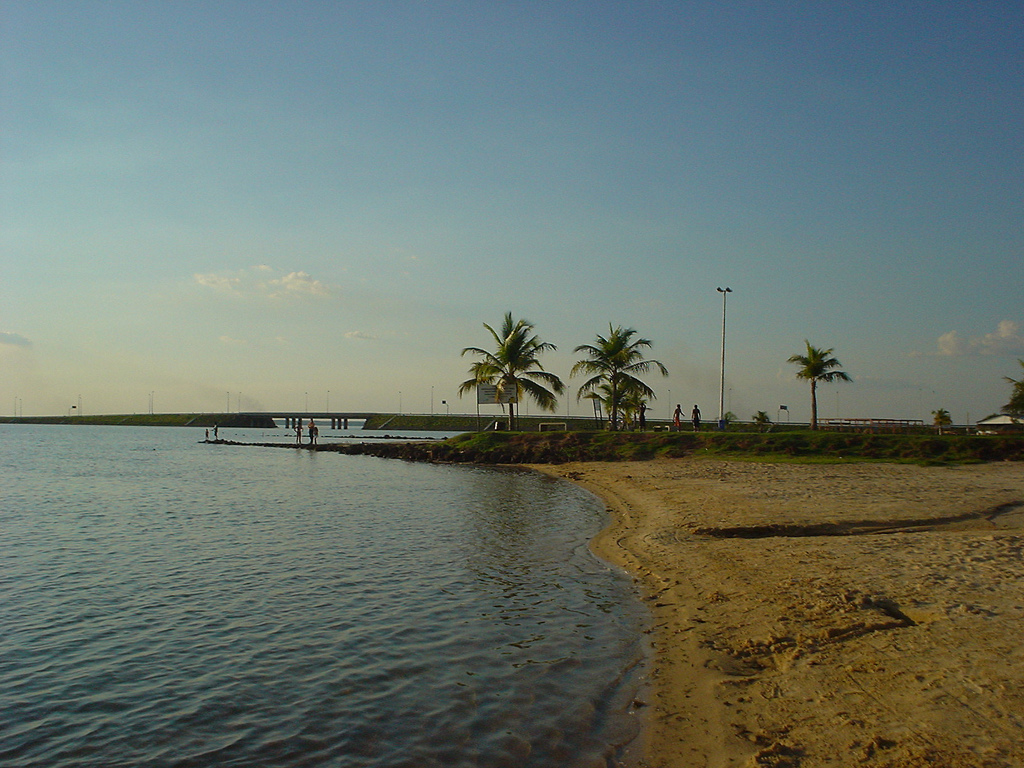
Playa fluvial del río Tocatins, cerca de la ciudad de Palmas.

Con la intensa devastación forestal y la prospección minera en las cabeceras de los afluentes del río, en la Serra dos Carajás, el Itacaiúnas está en grave peligro, incluso de desaparición. Hoy existe un proyecto de desvío de su curso natural por el crecimiento urbano de la ciudad de Marabá, otro factor de riesgo para su supervivencia. 

## Expedición Coudreau de 1897
En 2015 la Fundación Casa da Cultura de Marabá promovió una expedición, capitaneada por el biólogo y presidente de la institución, Noé von Atzingen, inspirada en el libro “Viagem a Itaboca e ao Itacaiúnas”, escrito por Henri Coudreau en 1897, que tuvo la rara idea de explorar e investigar el río Itacaiúnas.
Coudreau, naturalista francés, fue llamado por el entonces gobernador del Pará, Paes de Carvalho, para hacer investigaciones científicas y geográficas de la región del río Tocantins y sus afluentes. El investigador estuvo acompañado por su esposa y tres canoeiros expertos. Navegó toda la extensión del río Itacaiúnas en canoa e hizo anotaciones en el campo de la geografía, la etnografía y las ciencias naturales.
La expedición constató lo que muchos ambientalistas vienen alertando hace tiempo en Marabá: el río se está secando y está prácticamente muerto en sus cabeceras. En algunos lugares se halla completamente cortado y sin fuerza, como relata Atzingen: 

Estivemos pesquisando o Alto Itacaiúnas, no município de Água Azul do Norte, onde terminam as áreas de fazendas com pastagens e inicia-se a Floresta Nacional de Carajás. Como nossa canoa não pode navegar no rio seco, tivemos que percorrer a pé por cerca de 10 km. Nessa região o rio quase estreito tem em média 50m de largura. Mesmo assim, está seco, apresenta apenas de longe alguns poços: locais mais fundos com água totalmente parada e repleto de algas e pouquíssimos peixes.
Noé von Atzingen.

## Bosque nacional
En 2 de febrero de 1998, por medio de un decreto presidencial, se creó el bosque nacional del Itacaiúnas (en portugués: Floresta Nacional do Itacaiúnas), en las líneas divisorias de los municipios de Marabá y Sao Félix do Xingu. El parque tiene por objetivo el manejo de forma sostenible de los recursos naturales renovables y el mantenimiento de la biodiversidad, así como la protección de los recursos hídricos, la recuperación de áreas degradadas, la educación forestal y ambiental, el mantenimiento de muestras del ecosistema amazónico y el apoyo al desarrollo sostenible de los recursos naturales en las áreas limítrofes al bosque nacional.